# Harald Landt Momberg
Harald Landt Momberg (27. april 1896 i Odense – 13. januar 1975 i København) var dansk journalist og forfatter, kendt for digtsamlingen Parole (1922).

## Baggrund
Momberg blev født i Odense i 1896. Hans far, der var købmand, udvandrede til USA i 1902 uden at tage familien med sig. I 1910 fik Momberg plads på Mulernes Legatskole, men forlod skolen uden eksamen. Han flyttede til København i 1916 og giftede sig samme år med Mary Vilhelmine Petersen.
Efter at være kommet til København, blev han i 1922 en del af en ung udbrydergruppe fra Studentersamfundet, Det ny Studentersamfund, der havde venstreorienterede, delvist kommunistiske synspunkter og holdninger. Her skrev han artikler til det kommunistiske ugeblad Arbejderbladet og mødte bl.a. den jævnaldrende Rudolf Broby-Johansen, der også var involveret i politiske arbejde.

## Tidlige forsøg på at etablere en digterkarriere
Momberg skrev ligesom Broby-Johansen digte og satsede på en forfatterkarriere. Han havde i 1918 fået digtet Brahmas Nat optaget i Teosofisk Tidsskrift. Momberg sendte digte til optagelse i det vigtige danske tidsskrift Klingen, men de blev afvist af redaktøren Otto Gelsted. Derimod fik han optaget nogle digte i de tyske (og europæiske) ekspressionisters tidsskrift, Der Sturm, som han abonnerede på. Han havde så vidt vides også kontakt med den futuristiske bannerfører, italieneren F.T. Marinetti.

## Parole
| Citat                                        | I det tyvende århundredes danske poesi findes der enkelte digtsamlinger, som er ganske bemærkelsesværdige, trods det at de ikke optræder i større og betydningsfulde forfatterskaber. Deres ophavsmænd er næsten glemte. Og sandt at sige kan de virkelig gode digte i hver samling tælles på en hånd. En af de ældste forfattere af den art, jeg kender, hedder Harald Landt Momberg, og hans digtsamling fra 1922 bærer navnet Parole. | Citat |
| Betydningsstrømme i nyere dansk poesi (2004) | |       |

Momberg havde i 1918-1919 skrevet en samling digte med titlen Parole. 33 expressionistiske digte, som endnu ikke var udgivet. Sent på året 1922 udgav Det ny Studentersamfund digtsamlingen, primitivt trykt og hæftet, og i samme omgang en samling digte af Broby-Johansen med titlen BLOD: Expressionære digte. Begge digtsamlinger havde næsten identiske undertitler, men Broby-Johansens blev næsten på dagen for udgivelsen fulgt op af en pornografianklage fra myndighederne og deraf følgende stor interesse fra offentlighedens side. Mombergs samling derimod blev kun mødt med tavshed og hurtigt glemt, og efter 1922 valgte han at ikke at publicere mere og blev journalist.

## Eksempler på digte fraParole
| Citat                                          | Digtene er sproglige eksperimenter med sansninger og perceptionsformer, der skaber deres egen virkelighed i ofte visionære rum af betydning, klang og rytme. Momberg forlænger, for en stund og næsten i det skjulte, dansk ekspressionisme ind i en egentlig modernisme. | Citat |
| Hovedsporet: Dansk litteraturs historie (2005) | |       |

I Parole sker der en dekonstruktion af syntaksen, der ikke før var set i Danmark, men senere blev et grundlæggende træk ved meget modernistisk digtning og eksemplificeret nedenfor:
alle mennesker går på gaden
alle mennesker går på gaden
alle mennesker går på gaden
alle mennesker går på gaden
tandsæbe
(...)

### Embryo
m
mb
emb
o
yo
r
br
mbr
embr
yo
embryo

### Firkant
Suprematistisk digt
en
to
tre
fire

### Skabelse
(uddrag)
Intet lys
intet mørke
intet lever
intet dør
aldrig ånder
intet bor
intet
alt
(..//..)
Store nat
dybe kilde risler
risler over slimet sten
natten føder mørke
mørke føder lys
og nu strømmer våde vande
vældigt over
over
himlens port
brænder bruser presser
vand foroven
vand forneden
Og se
en jomfru fanger skyttens pil
bøjer lysets bue
jorden dæmrer
dulgt i havet
fiske flyder
ho ho ho
Jorden
vandet
himlen
lyset

## Efterliv
I 1968 arbejdede digteren og kritikeren Poul Borum på en antologi med digte fra 1900-1940, og faldt i den anledning over Parole. Borum fandt frem til Momberg, der nu boede på Christianshavn og nu var journalist ved Berlingske Tidende. Det viste sig, at Momberg var fortsat med at skrive, men efter 1922 ikke havde publiceret mere.
Borum fik samlet det meste af Mombergs materiale, og i 1969 udkom Parole for anden gang, efter 47 år, sammen med andre Momberg-tekster i bogen Rose, Tid og Evighed. Poesi og Prosa 1919-1969 Herved blev Momberg indsat som pioner i den eksperimenterende 60’er modernismes kanon med 45 års forsinkelse og hans værk(er) har siden figureret i oversigter over væsentlige nybrud i dansk digtning.

## Værker
- Parole : 33 expressionistiske digte, Det Ny Studentersamfunds Forlag, 1922.
- Solen går ned : Tre dramatiske digte, Det Ny Studentersamfunds Forlag, 1922.
- Rose, Tid og Evighed, Poesi og prosa 1919-1969, Rhodos, 1969. (2. udgave)
- Parole : 33 expressionistiske digte, Politisk revy, 1998 (3. udgave)

Desuden:
- Mennesket Sigmund Freud, Forlaget Idag, 1962

Om Harald Landt Momberg som journalist:
- Journalisten og avisen : 21 journalister fortæller om deres arbejde, Carit Andersen, 1954